# World Database on Protected Areas
La World Database on Protected Areas (WDPA) est une base de données répertoriant et classant les aires protégées mondiales. Elle a été mise en place par la World Database on Protected Areas Consortium, la Commission mondiale des aires protégées de l'Union internationale pour la conservation de la nature (UICN) et le Centre de surveillance de la conservation de la nature (UNEP-WCM) du Programme des Nations unies pour le développement (PNUD).
Cette base de données mondiale est le plus large ensemble de données sur les aires terrestres et marines protégées mondiales. Elle contient plus de 200 000 aires protégées réparties dans 193 pays, couvrant plus de 32 millions de km2.
Les données du WPDA sont collectées via les secrétariats des conventions internationales, les gouvernements, ainsi que les ONGs, mais le rôle de collecteur est alloué au UNEP-WCM, basé à Cambridge, qui héberge la base de données depuis sa création en 1981. Le WDPA délivre de précieuses informations aux preneurs de décisions à travers la planète, particulièrement en matière de mesure de l’étendue et de l’efficacité des surfaces protégées, en tant qu'indicateur de la protection de la biodiversité.
En octobre 2010, l’UNEP-WCMC a lancé le site internet Protected Planet, qui permet aux utilisateurs d’interagir et d’enrichir les données qui sont enregistrés sur la base de données du WDPA.

## Contenu
La WDPA utilise la définition de l'UICN d'une zone protégée comme principal critère pour l'inscription de la nouvelle écriture dans la base de données. La base de données contient des informations sur les différents types de zones protégées allant de celles strictement protégées à des fins de conservation à celles où l'utilisation durable des ressources naturelles est autorisée. Elle inclut les domaines gérés par les gouvernements, co-gérés, privés et communautaires. La Commission mondiale des zones protégées de l'UICN fournit des orientations internationales sur la catégorisation des aires protégées, par l'intermédiaire de ses catégories de gestion des aires protégées. Ces catégories sont reconnues mondialement et permettent un système global de définition et d'enregistrement des aires protégées. Dans le WPDA, la catégorie de gestion IUCN d'une zone protégée (si elle a été assignée/rapportée) est répertoriée en tant qu’information liée à une aire protégée.
Les données contenues dans la WDPA se composent à la fois d'informations « attributs » et « spatiales ». Les données d'attributs se réfèrent aux caractéristiques d'une zone protégée, comme son nom, sa zone déclarée et son type de désignation. Les données spatiales fournies sont des données  Système d'information géographique (SIG), souvent sous la forme de fichiers shapefile. Ces fichiers fournissent des informations sur l'emplacement (latitude et longitude) et l'étendue spatiale d'une zone protégée, soit comme un point médian ou un polygone qui montre les limites d'une zone protégée, ce qui donne l'indication de sa taille et sa forme. C'est sous cette forme que les données sur Protected Planet sont disponibles pour un usage public. L'équipe de développement de la WDPA au Centre mondial de surveillance continue de la conservation de la nature du PNUE a conclu un accord formel avec le Global Biodiversity Information Facility (GBIF) pour intégrer les données sur les occurrences d'espèces du réseau avec les fichiers shapefile des zones protégées de la WDPA, aidant ainsi les organisations gouvernementales, non gouvernementales et privées à visualiser la densité des espèces sur une zone protégée.
Les zones protégées répertoriées dans la WDPA sont répertoriées comme ayant une désignation nationale ou internationale. De nombreuses zones protégées appartiennent à la catégorie des désignations nationales, où elles sont désignées sur le territoire national d'un pays (y compris leur zone exclusive économique maritime) en utilisant la législation ou les accords appropriés (ex. : parc national, réserve naturelle régionale). Les sites désignés à l'échelle internationale sont principalement ceux d'une valeur environnementale, culturelle ou naturelle significative qui doivent être protégés indépendamment du territoire sur lequel ils se trouvent. Ces zones sont souvent reconnues, conservées et protégées en vertu d'un traité ou d'une convention internationale (ex. : site Ramsar, réserve de biosphère). Dans certains cas, un site internationalement reconnu peut également être désigné à l'échelle nationale (par exemple : le parc national de Khangchendzonga).
Les conventions internationales les plus communes en vertu desquelles les aires protégées sont désignées sont les suivantes : le patrimoine mondial de l'Humanité (UNESCO), le programme sur l'homme et la biosphère (MAB), et la convention de Ramsar.

## Protected Planet
Protected Planet a été développé pour servir de portail à la base de données du WDPA, avec l’intention d’être plus ergonomique et de permettre aux utilisateurs de visualiser, explorer et mesurer les aires protégées au moyen de cartes interactives et d’outils statistiques basiques. 
Le but d’un tel projet est de réduire le fardeau de la collecte des données et de rendre l’inventaire des aires protégées plus efficace, alors que la WDPA était auparavant tributaire de l'assistance de nombreuses agences nationales et entravée par des informations incomplètes sur les sites protégés ainsi que le besoin constant de mises à jour.
Protected Planet a été lancé lors de la conférence mondiale sur la biodiversité de Nagoya au Japon en octobre 2010, et a été largement financé par des investissements du secteur privé. Il sert d'infrastructure de nouvelle génération pour le téléchargement de données sur les zones protégées pour les utilisateurs enregistrés. Il est hébergé sur plusieurs serveurs à travers le monde, et les fournisseurs de données enregistrés peuvent aller d'une seule personne à une grande organisation mondiale.
La technologie de l'Internet est utilisée pour améliorer les options et les résultats de recherche, générer de meilleurs téléchargements de données et produire un format standardisé. Le fait que Protected Planet soit ouvert au public et utilisé par des scientifiques, étudiants, chercheurs, gestionnaires de parcs et locaux avec des outils en ligne lui permet de s'enrichir de statistiques à jour sur les aires protégées et d'utiliser les commentaires des utilisateurs pour apporter d'autres améliorations.
En utilisant certains des outils modernes des réseaux sociaux, Protected Planet permet à la World Database  on Protected Areas d'être affichée à côté de ressources supplémentaires telles que des photos, des points d'intérêt et des zones protégées proches, avec l'interopérabilité et la découverte d'informations de Wikipedia, le Global Biodiversity Information Facility (GBIF) et les services photo Panoramio.